# Ringer-Europameisterschaften 2001
Die Ringer-Europameisterschaften 2001 fanden im griechisch-römischen Stil der Männer in Istanbul und im Freistil der Männer und der Frauen in Budapest statt.

## Männer Griechisch-römisch

### Ergebnisse
| Klasse | Gold                           | Silber               | Bronze               |
| ------ | ------------------------------ | -------------------- | -------------------- |
| -54 kg | Boris Radkewitsch              | Ercan Yıldız         | Dariusz Jablonski    |
| -58 kg | Petr Švehla                    | Irakli Tschotschua   | Marian Sandu         |
| -63 kg | Şeref Eroğlu                   | Temur Tehumow        | Włodzimierz Zawadzki |
| -69 kg | Aleksandr Doxturishvili        | Michail Iwantschenko | Movses Karapetyan    |
| -76 kg | Alexei Wladimirowitsch Mischin | Ara Abrahamian       | Nazmi Avluca         |
| -85 kg | Hamza Yerlikaya                | Marcin Letki         | Alexander Daragan    |
| -97 kg | Alexander Besrutschkin         | Ali Mollow           | Petru Sudureac       |
| 130 kg | Mihály Deák Bárdos             | Fatih Bakir          | Sergei Mureiko       |

### Medaillenspiegel (Männer griechisch-römisch)
| Rang | Land       | Gold | Silber | Bronze |
| ---- | ---------- | ---- | ------ | ------ |
| 1    | Türkei     | 2    | 2      | 1      |
| 2    | Russland   | 2    | 2      | 0      |
| 3    | Georgien   | 1    | 1      | 0      |
| 4    | Belarus    | 1    | 0      | 0      |
|      | Ungarn     | 1    | 0      | 0      |
|      | Tschechien | 1    | 0      | 0      |
| 7    | Polen      | 0    | 1      | 2      |
| 8    | Bulgarien  | 0    | 1      | 1      |
| 9    | Schweden   | 0    | 1      | 0      |
| 10   | Rumänien   | 0    | 0      | 2      |
| 11   | Ukraine    | 0    | 0      | 1      |
|      | Armenien   | 0    | 0      | 1      |

## Männer Freistil

### Ergebnisse
| Klasse | Gold                                  | Silber                         | Bronze              |
| ------ | ------------------------------------- | ------------------------------ | ------------------- |
| -54 kg | Ghenadie Tulbea                       | Amiran Karndanof               | Armen Mkrttschjan   |
| -58 kg | Zsolt Bánkuti                         | Wassyl Fedoryschyn             | Aljaksandr Karnizki |
| -63 kg | Serafim Barsakow                      | Soslan Tomajew                 | Otar Tuschischwili  |
| -69 kg | Ahmet Gülhan                          | Irbek Walentinowitsch Farnijew | Nikolaj Paslar      |
| -76 kg | Buwaissar Chamidowitsch Saitijew      | Miroslaw Gotschew              | Árpád Ritter        |
| -85 kg | Saschid Chalilrachimowitsch Saschidow | David Bichinashvili            | Bejbulat Mussajeu   |
| -97 kg | Eldari Luka Kurtanidse                | Giorgi Gogschelidse            | Alexander Schemarow |
| 130 kg | David Musuľbes                        | Aleksi Modebadse               | Sven Thiele         |

### Medaillenspiegel (Männer Freistil)
| Rang | Land         | Gold | Silber | Bronze |
| ---- | ------------ | ---- | ------ | ------ |
| 1    | Russland     | 3    | 3      | 0      |
| 2    | Bulgarien    | 1    | 1      | 1      |
|      | Georgien     | 1    | 1      | 1      |
| 4    | Ungarn       | 1    | 0      | 0      |
|      | Türkei       | 1    | 0      | 0      |
|      | Moldau       | 1    | 0      | 0      |
| 7    | Ukraine      | 0    | 2      | 0      |
| 8    | Griechenland | 0    | 1      | 0      |
| 9    | Belarus      | 0    | 0      | 3      |
| 10   | Armenien     | 0    | 0      | 1      |
|      | Deutschland  | 0    | 0      | 1      |

## Frauen Freistil

### Ergebnisse
| Klasse | Gold                           | Silber               | Bronze                          |
| ------ | ------------------------------ | -------------------- | ------------------------------- |
| -46 kg | Inga Alexejewna Karamtschakowa | Iryna Melnik         | Kamelia Tzekova                 |
| -51 kg | Sofia Poumpouridou             | Natalja Guschtschina | Alena Iwanowa Kareicha          |
| -56 kg | Tetjana Lasarewa               | Ida-Theres Nerell    | Konstantina Katerina Tsibanakou |
| -62 kg | Malgorzata Bassa-Roguska       | Natalja Iwanowa      | Lene Aanes                      |
| -68 kg | Natalia Gawrilowa              | Lise Golliot         | Anita Schätzle                  |
| -75 kg | Edyta Witkowska                | Swetlana Martynenko  | Nina Englich                    |

### Medaillenspiegel (Frauen Freistil)
| Rang | Land         | Gold | Silber | Bronze |
| ---- | ------------ | ---- | ------ | ------ |
| 1    | Russland     | 2    | 3      | 0      |
| 2    | Polen        | 2    | 0      | 0      |
| 3    | Ukraine      | 1    | 1      | 0      |
| 4    | Griechenland | 1    | 0      | 1      |
| 5    | Frankreich   | 0    | 1      | 0      |
|      | Schweden     | 0    | 1      | 0      |
| 7    | Deutschland  | 0    | 0      | 2      |
| 8    | Norwegen     | 0    | 0      | 1      |
|      | Bulgarien    | 0    | 0      | 1      |
|      | Belarus      | 0    | 0      | 1      |